# مذكرات

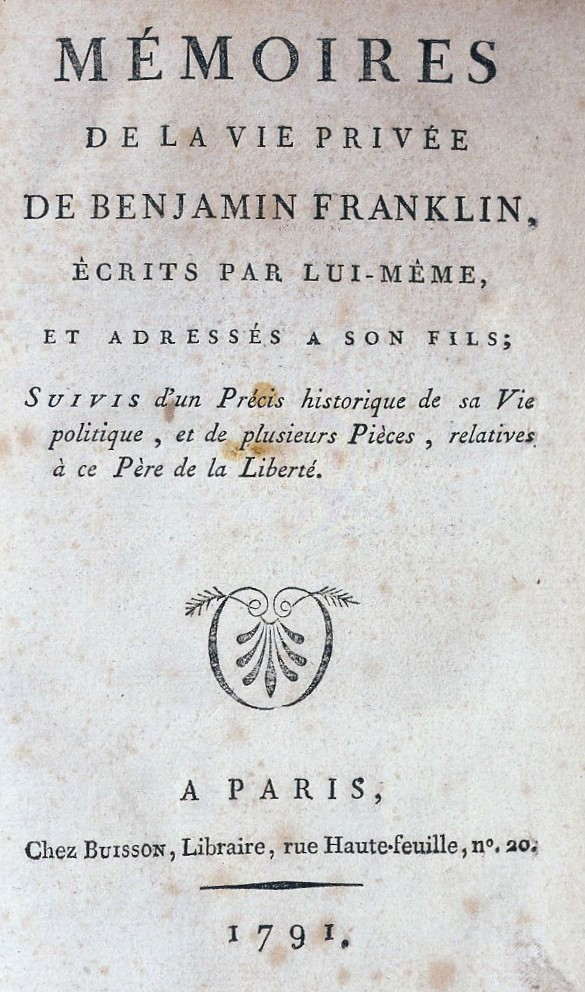

مذكرات نوع من أنواع الكتابة التاريخية وثيق الصلة بالسيرة الذاتية. والفرق بين السيرة الذاتية والمذكرات هو أن الأولى تروي قصة حياة الكاتب وتسجل خبراته ومنجزاته في المقام الأول، على حين تعنى الأخرى (أي المذكرات)، قبل كل شيء، بوصف الأحداث وتعليلها، وبخاصة تلك التي لعب فيها كاتب المذكرات دورا أو تلك التي عايشها أو شهدها من قريب أو بعيد، ومن هنا وقوعها في منزلة متوسطة بين (موضوعية) التاريخ و(ذاتية) السيرة الذاتية.